# Yuntanza Seishō
Yuntanza Ueekata Seishō (読谷山 親方 盛韶, 1556-1632), aussi connu sous son nom de style chinois Mō Hōchō (毛 鳳朝), est un aristocrate et fonctionnaire du gouvernement du royaume de Ryūkyū. Il est membre du Sanshikan de 1611 à 1623.